# Koffi Olomide

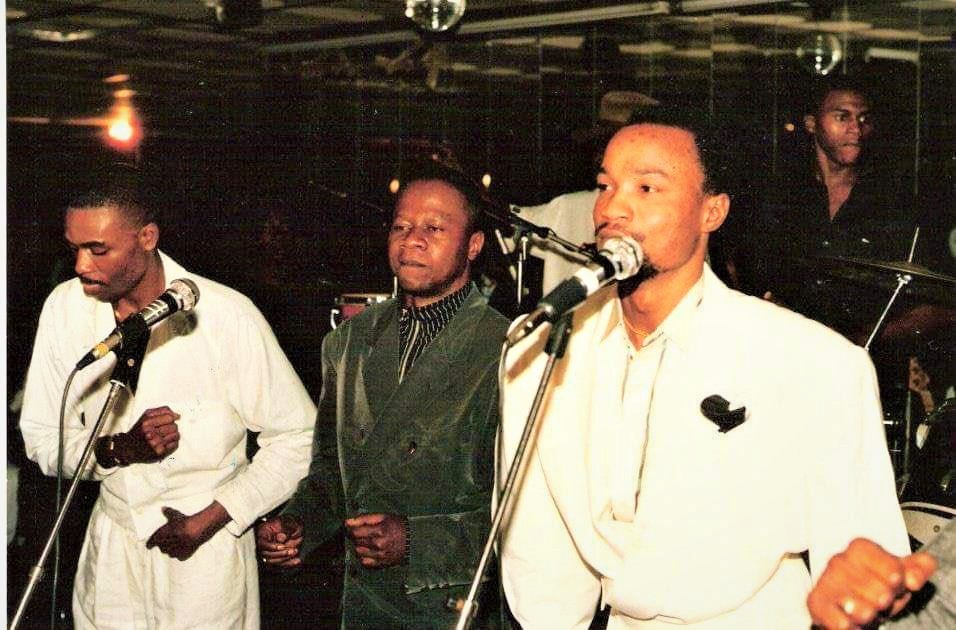
Papa Wemba en Koffi Olomide in 1988

Koffi Olomide (geboren als Antoine Christophe Agbepa Mumba, Kisangani, 13 juli 1956) is een Congolese zanger, componist, muziekproducent en danser. Hij wordt beschouwd als een van de meest invloedrijke figuren in de hedendaagse Afrikaanse muziek en is bekend om zijn rol in de modernisering van de soukous en rumba congolaise.

## Achtergrond en opleiding
Koffi Olomide werd geboren in Kisangani, in het toenmalige Belgisch-Congo. Zijn vader was Congolees en zijn moeder afkomstig uit Sierra Leone. Hij groeide op in Kinshasa. Op jonge leeftijd toonde hij interesse in muziek en dichtkunst, maar zijn familie moedigde hem aan om zich op zijn studies te richten.
Hij vertrok naar Frankrijk om economie en bedrijfskunde te studeren. Hij behaalde een diploma in economie aan de universiteit van Bordeaux en een masterdiploma in wiskunde aan de universiteit van Parijs. Tijdens zijn studententijd begon hij muziek te componeren en gitaar te spelen.

## Muzikale carrière

### Beginperiode
Na zijn terugkeer in Zaïre (het huidige Congo-Kinshasa) sloot hij zich aan bij Viva la Musica, de legendarische band van Papa Wemba. Aanvankelijk werd hij vooral gewaardeerd als tekstschrijver en componist. Zijn poëtische teksten en moderne benadering van traditionele genres trokken al snel de aandacht.

### Doorbraak en Tcha Tcho
In de jaren 1980 begon Olomide aan een solocarrière en ontwikkelde hij zijn kenmerkende stijl, genaamd Tcha Tcho, een tragere, meer melodieuze variant van de traditionele soukous. Hiermee bracht hij een vernieuwde sound die populair werd in heel Afrika, Europa en de Afrikaanse diaspora.
Zijn albums "Haut de Gamme: Koweït, Rive Gauche" (1992), "V12" (1995), en "Effrakata" (2001, bekroond met vier Kora Awards) behoren tot zijn meest succesvolle werken. Koffi stond ook bekend om zijn spectaculaire live-optredens, vaak begeleid door zijn dansgroep Quartier Latin International, die tal van beroemde Congolese artiesten voortbracht (zoals Fally Ipupa en Ferre Gola).
Internationale erkenning
Koffi Olomide werd in 2002 bekroond met de Kora Award voor Beste Afrikaanse artiest van het decennium, een van de hoogste onderscheidingen in de Afrikaanse muziekwereld. Hij heeft opgetreden op podia over de hele wereld, waaronder de Olympia in Parijs, Bercy Arena en de Royal Albert Hall in Londen.
Hij werkte samen met andere Afrikaanse grootheden en was ook betrokken bij het Africando-project, dat Afrikaanse artiesten samenbracht met Latijns-Amerikaanse muzikanten om een brug te slaan tussen salsa en Afrikaanse ritmes.